# Santiurde de Reinosa
Santiurde de Reinosa ist eine Gemeinde in der spanischen Autonomen Region Kantabrien. Sie befindet sich in der Comarca Campoo-Los Valles und grenzt im Norden an die Gemeinde Bárcena de Pie de Concha, im Süden an Campoo de Yuso und Campoo de Enmedio, im Westen an die Bruderschaft von Campoo de Suso und im Osten an Pesquera und San Miguel de Aguayo. Die ländliche Gemeinde leidet aufgrund ihrer Entfernung zur Kantabrischen See unter Bevölkerungsschwund.

## Orte
- Lantueno
- Rioseco
- Santiurde de Reinosa (Hauptort)
- Somballe

## Bevölkerungsentwicklung
| 1842 | 1900 | 1950 | 1981 | 1991 | 2001 | 2011 |
| ---- | ---- | ---- | ---- | ---- | ---- | ---- |
| 438  | 1063 | 960  | 531  | 396  | 355  | 295  |